# Karamo Jawara
Karamo Jawara (Bergen, 25 giugno 1991) è un cestista norvegese.

## Palmarès
- Copa Princesa de Asturias: 1

San Sebastián: 2020